# Єлизаветівка (Вознесенський район)
Єлизаве́тівка —  село в Україні, у Новомар'ївській сільській громаді Вознесенського району Миколаївської області. Населення становить 310 осіб. Колишній орган місцевого самоврядування — Ганнівська сільська рада.

## Населення
Згідно з переписом УРСР 1989 року чисельність наявного населення села становила 350 осіб, з яких 158 чоловіків та 192 жінки.
За переписом населення України 2001 року в селі мешкало 310 осіб.

### Мова
Розподіл населення за рідною мовою за даними перепису 2001 року:
| Мова       | Відсоток |
| ---------- | -------- |
| українська | 96,13 %  |
| молдовська | 2,90 %   |
| білоруська | 0,65 %   |
| вірменська | 0,32 %   |